# Albańska Wikipedia
Albańska Wikipedia – edycja Wikipedii w języku albańskim, która wystartowała 13 października 2003. 3 stycznia 2021 miała 84 202 artykułów, co dawało jej 75. pozycję wśród wszystkich wersji językowych.

## Liczba artykułów
- 20 września 2005: Albańska Wikipedia osiąga 2 000 haseł dzięki artykułowi Rrethi i Pukës.
- 11 grudnia 2005: Osiągnięcie 2 500 dzięki artykułowi John Wayne.
- 30 stycznia 2006: Albańska Wikipedia osiąga 6 000 artykułów tworząc artykuł Will Smith.
- 30 marca 2006: Osiągnięto 6 500 z artykułem .qa.
- 16 kwietnia 2006: 7 000-nym artykułem zostało hasło .gf.
- 23 listopada 2006: Artykułem numer 10 000 jest Suretu Fatir.
- 17 maja 2007: Artykułem 15 000 jest Opus Dei
- 19 kwietnia 2008: Artykułem 20 000 jest Sallatë me rrepa të kuqe

## Odwołania
- Autorzy Wikipedii. Wikipedia Shqip. Wikipedia, Enciklopedia e Lirë, 19 maja 2006 [dostęp: 10:16, czerwca 24, 2006]. Dostępny w World Wide Web: http://sq.wikipedia.org/w/index.php?title=Wikipedia_Shqip&oldid=64198. (alb.)